# Rue Tavernier (Lyon)
Pour les articles homonymes, voir Rue Tavernier.
La rue Tavernier est une voie du quartier Saint-Vincent dans le 1er arrondissement de Lyon, en France.

## Situation et accès
Elle débute sur le quai Saint-Vincent juste à côté de la rue de la Martinière et se termine rue Bouteille en face de l'impasse Tavernier. La rue de la Vieille se termine sur cette voie. La rue est en zone de rencontre avec une circulation dans le sens de la numérotation.

## Origine du nom
L'origine du nom de cette rue n'est pas attestée. C'est peut-être le nom d'un propriétaire qui céda le terrain pour créer la rue. 

## Histoire
La rue portait autrefois le nom de rue Delorme en mémoire de Philibert Delorme (1514-1570) qui aurait eu un atelier dans cette rue. Le nom de rue Tavernier est attesté dès 1680.